# Karē

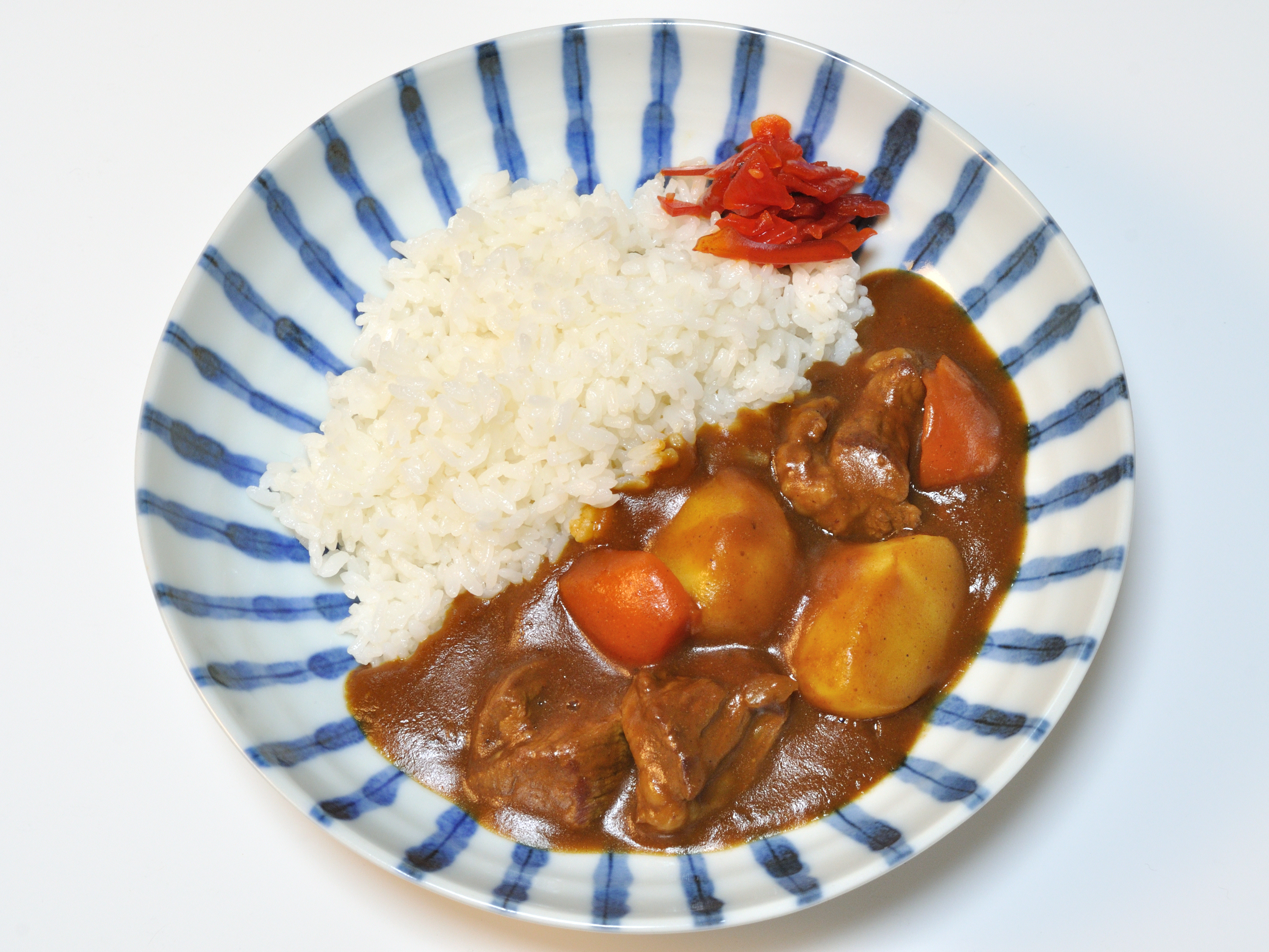
Karē Raisu

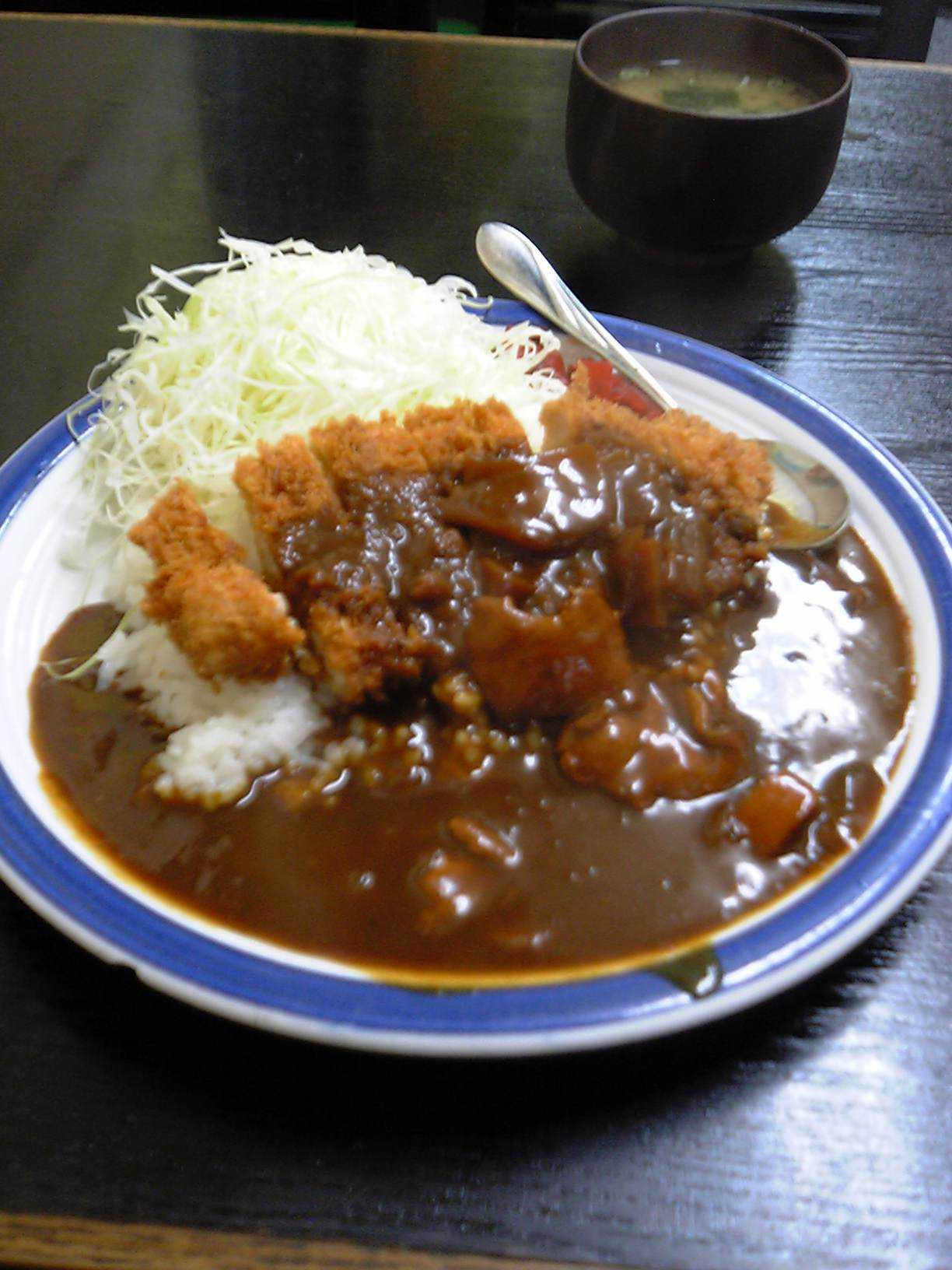
Katsu Karē

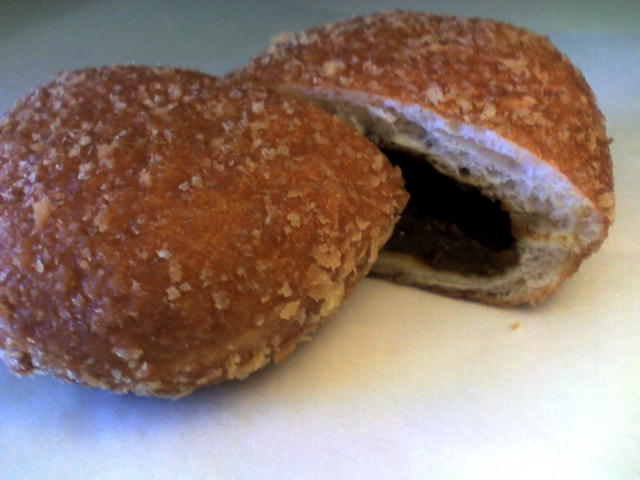
Karē Pan

Karē (jap. カレー) ist ein Lehnwort aus der englischen Sprache (curry). Karē bezeichnet hauptsächlich ein warmes Gericht der japanischen Küche, bestehend aus einer Currysauce und Beilage. Die Currysauce ist dabei dicker und milder als ihre indischen Gegenstücke.

## Geschichte
Das Wort curry wurde vermutlich gegen Ende der 1860er Jahre, als Japan gezwungen wurde seine Isolation aufzugeben und in Kontakt mit dem Britischen Weltreich kam, als karē in die japanische Sprache übernommen. Karē wird in Japan üblicherweise als Reisgericht gegessen karē raisu (curry rice). Die älteste namentliche Erwähnung eines Gerichts namens raisu karē (von engl. rice curry) – jedoch in der Falschschreibung taisu karē – auf japanischem Boden findet sich für 1872 in einem Bericht, wonach "Kontraktausländer" dieses in der Tokioter Zweigstelle der Präfekturregierung Hokkaidōs zu sich nahmen. Popularisiert wurde das Wort jedoch durch den an der Landwirtschaftshochschule Sapporo (heute Universität Hokkaidō) angestellten US-Professor William Smith Clark 1877. Für 1873 findet sich ein karē raisu (curry rice) genanntes Gericht auf dem Speiseplan der Kadettenanstalt der Kaiserlich Japanischen Armee.
Die Bekanntheit des Gerichts in Japan ist jedoch im Wesentlichen auf die Kaiserlich Japanische Marine zurückzuführen, die nach dem Vorbild der Royal Navy aufgebaut wurde, deren Seeleute für ihre Fahrten einen Fleischeintopf mit Currywürze und Brot als Beilage zu sich nahmen, was ebenfalls von der japanischen Marine übernommen wurde. Daraus entstand dann das kaigun karē („Marinecurry“) aus Rind- oder Hühnchenfleisch, Kartoffeln, Zwiebeln, Möhren, Reis und Curry-Mehlschwitze sowie einem Chutney aus eingelegtem Gemüse (tsukemono), wie es sich im 1888 erschienenen Kochbuch Kaigun kappōjitsu (海軍割烹術, „Marine-Kochtechniken“) findet. Die Meeresselbstverteidigungsstreitkräfte übernahmen nach dem Krieg diese Tradition und servieren dies jeden Freitag mit einem Salat, wobei jedes Schiff eine eigene Variante besitzt.
Im zivilen Bereich galt Curry vor allem zu Beginn der Meiji-Zeit (1868–1912), da es erst importiert werden musste, noch als exklusives Gericht, das man nur in teuren, auf westliche Küche spezialisierten Restaurants essen konnte. In der Taishō-Zeit (1912–1926) wurde das Gericht, vor allem gegen Ende, mit der Einführung von im Inland produzierten Currymischungen für die allgemeine Bevölkerung erschwinglich.
Heute ist karē, obwohl es kein besonders traditionelles japanisches Gericht ist, eines der beliebtesten Alltagsgerichte der Japaner. So betrug 2013 die Produktion 7.570 t Currypulver und 91.105 t Fertigsoßen und der Umsatz 2008 7 Mrd. Yen für Currypulver und 86 Mrd. Yen für Fertigsoßen.

## Karē-Gerichte
Folgende Karē-Gerichte gibt es in der japanischen Küche:
- Karē Raisu (engl. curry rice)
- Karē Donburi (Karēdon) (eingedicktes mit Curry gewürztes Dashi auf Reis)
- Karē Nanban (mit Soba-Nudeln)
- Karē Pan (Toast oder frittierte Backwaren mit Curry)
- Karē Udon (mit Udon-Nudeln)
- Katsu Karē
- Soup Karē (vorwiegend auf der Insel Hokkaidō)

Am beliebtesten ist die Variante mit weißem Reis. Es gibt Restaurants, die sich nur auf dieses Gericht spezialisiert haben (Karē-ya). Karē-Saucen gibt es fertig in Packungen zu kaufen und als Currymischung zum Auflösen in Wasser.
Karē Raisu und Kare Udon werden immer heiß serviert, wohingegen Karē Pan auch kalt gegessen wird. Karē Pan gibt es in Bäckereien (Pan-ya) oder verpackt in konbinis bzw. Supermärkten zu kaufen.